# پیر کورنو
پیر کورنو (انگلیسی: Pierre Cornud؛ زادهٔ ۱۲ دسامبر ۱۹۹۶) بازیکن فوتبال اهل فرانسه است.
از باشگاه‌هایی که در آن بازی کرده‌است می‌توان به باشگاه فوتبال سابادل، باشگاه ورزشی رئال مایورکا، و باشگاه فوتبال رئال اویدو اشاره کرد.